# Фемисто
Фемисто (Темисто, др.-греч. Θεμιστώ) — персонаж древнегреческой мифологии. Дочь Гипсея (и нимфы), жена Афаманта. По версии Еврипида, имела двух сыновей: Сфинксия и Орхомена. Завидовала Ино, так как та лишила её супруга, и замыслила убить её сыновей Леарха и Меликерта. Однако кормилица перепутала на детях одежду, и Фемисто убила своих детей. Узнав об этом, она покончила с собой. По другой трагедии Еврипида, одежду поменяла Ино, которую Фемисто не узнала и сообщила ей свой замысел.